# SN 1993aj
SN 1993aj – supernowa typu Ia odkryta 27 grudnia 1993 roku w galaktyce A120421-0043. W momencie odkrycia miała maksymalną jasność 18,50m.